# Hechingen
Hechingen este un oraș din landul Baden-Württemberg, Germania.

## Personalități
- Markus Wolf (1923 - 2006), comunist german
- Elsa Einstein (1876 - 1936), a doua soție a lui Albert Einstein

## Galerie de imagini

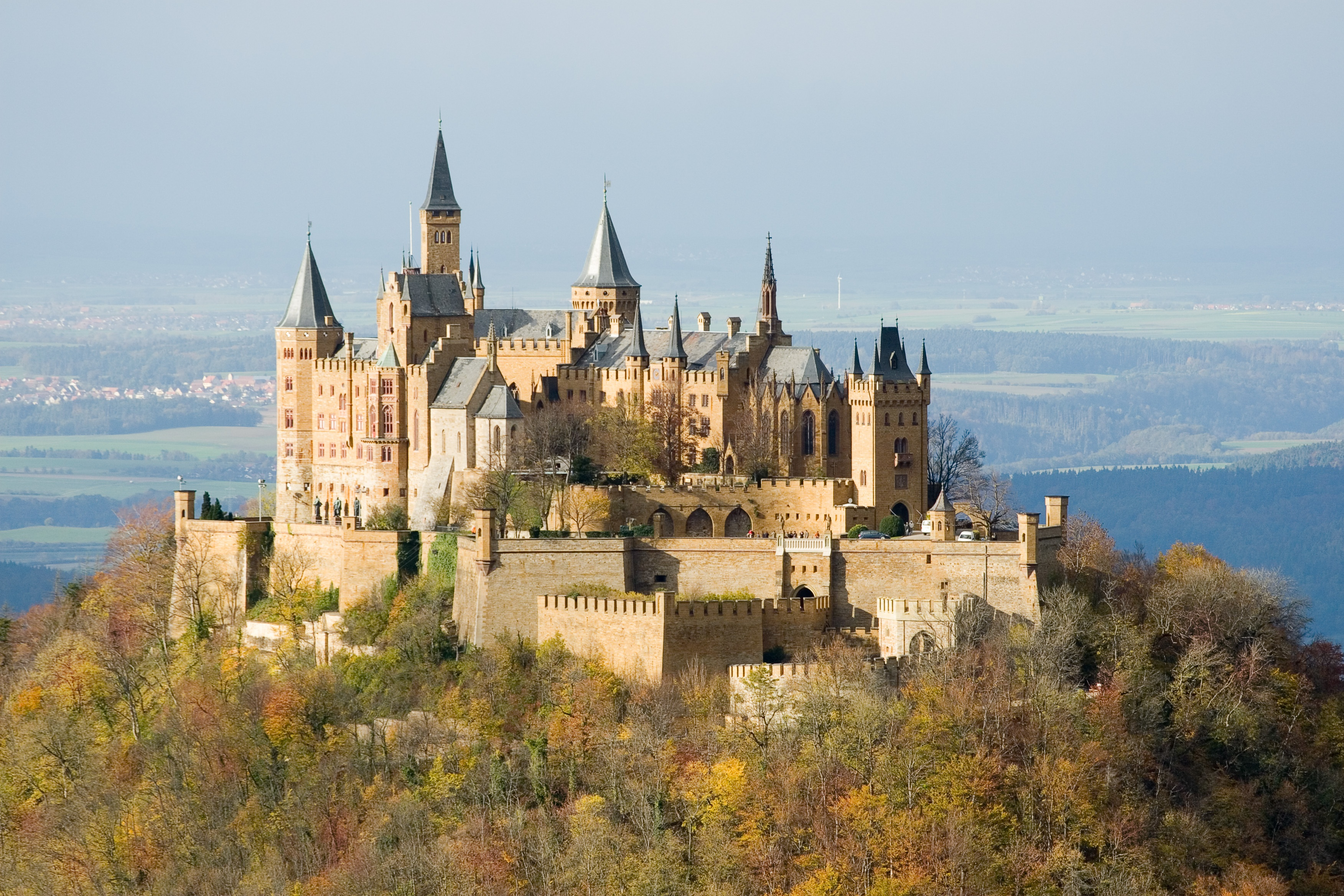
Castelul Hohenzollern din Hechingen. În arborele genealogic al familiei, desenat pe pereţii din holul de la intrarea în castel, este înscris şi numele regelui Mihai I al României sub numele „Michael von Hohenzollern”.